# Saison 1916-1917 des Sénateurs d'Ottawa
Autres saisons
Saison précédente Saison suivante
La saison 1916-1917 de hockey sur glace est la trente-deuxième à laquelle participent les Sénateurs d'Ottawa.

## Classement

### 1redemie
|                           | PJ | V | D | N | BP | BC |
| ------------------------- | -- | - | - | - | -- | -- |
| Canadiens de Montréal     | 10 | 7 | 3 | 0 | 58 | 38 |
| Sénateurs d'Ottawa        | 10 | 7 | 3 | 0 | 56 | 41 |
| 228e bataillon de Toronto | 10 | 6 | 4 | 0 | 70 | 57 |
| Blueshirts de Toronto     | 10 | 5 | 5 | 0 | 50 | 45 |
| Wanderers de Montréal     | 10 | 3 | 7 | 0 | 56 | 72 |
| Bulldogs de Québec        | 10 | 2 | 8 | 0 | 43 | 80 |

### 2edemie
|                       | PJ | V | D | N | BP | BC |
| --------------------- | -- | - | - | - | -- | -- |
| Sénateurs d'Ottawa    | 10 | 8 | 2 | 0 | 63 | 22 |
| Bulldogs de Québec    | 10 | 8 | 2 | 0 | 54 | 46 |
| Canadiens de Montréal | 10 | 3 | 7 | 0 | 31 | 42 |
| Wanderers de Montréal | 10 | 2 | 8 | 0 | 38 | 65 |

## Meilleurs marqueurs
| Nom            | PJ | B  |
| -------------- | -- | -- |
| Frank Nighbor  | 19 | 41 |
| Jack Darragh   | 20 | 26 |
| Corb Denneny   | 20 | 19 |
| Eddie Gerard   | 19 | 17 |
| Hamby Shore    | 19 | 11 |
| George Boucher | 18 | 10 |
| Ed Lowrey      | 19 | 3  |
| Cy Denneny     | 10 | 3  |
| Horace Merrill | 18 | 1  |
| Ernie Stavenau | 3  | 0  |
| Jack Fournier  | 8  | 0  |

## Saison régulière

### 1reDemie

#### Décembre
| No | Date        | Visiteur              | Score | Domicile                  | Fiche |
| -- | ----------- | --------------------- | ----- | ------------------------- | ----- |
| 1  | 27 décembre | Sénateurs d'Ottawa    | 7-10  | 228e Battalion de Toronto | 0-1-0 |
| 2  | 30 décembre | Canadiens de Montréal | 1-7   | Sénateurs d'Ottawa        | 1-1-0 |

#### Janvier
| No | Date       | Visiteur                  | Score | Domicile              | Fiche |
| -- | ---------- | ------------------------- | ----- | --------------------- | ----- |
| 3  | 3 janvier  | Sénateurs d'Ottawa        | 10-5  | Wanderers de Montréal | 2-1-0 |
| 4  | 6 janvier  | Blueshirts de Toronto     | 2-3   | Sénateurs d'Ottawa    | 3-1-0 |
| 5  | 10 janvier | Sénateurs d'Ottawa        | 4-5   | Bulldogs de Québec    | 3-2-0 |
| 6  | 15 janvier | 228e Battalion de Toronto | 1-1   | Sénateurs d'Ottawa    | 3-2-1 |
| 7  | 17 janvier | Sénateurs d'Ottawa        | 3-2   | Canadiens de Montréal | 4-2-1 |
| 8  | 20 janvier | Wanderers de Montréal     | 5-8   | Sénateurs d'Ottawa    | 5-2-1 |
| 9  | 24 janvier | Sénateurs d'Ottawa        | 5-8   | Blueshirts de Toronto | 5-3-1 |
| 10 | 27 janvier | Bulldogs de Québec        | 2-7   | Sénateurs d'Ottawa    | 6-3-1 |

### 2edemie

#### Janvier
| No | Date       | Visiteur                  | Score | Domicile           | Fiche |
| -- | ---------- | ------------------------- | ----- | ------------------ | ----- |
| 1  | 31 janvier | 228e Battalion de Toronto | 0-8   | Sénateurs d'Ottawa | 1-0-0 |

#### Février
| No | Date       | Visiteur              | Score | Domicile              | Fiche |
| -- | ---------- | --------------------- | ----- | --------------------- | ----- |
| 2  | 3 février  | Sénateurs d'Ottawa    | 2-1   | Canadiens de Montréal | 2-0-0 |
| 3  | 7 février  | Wanderers de Montréal | 5-8   | Sénateurs d'Ottawa    | 3-0-0 |
| 4  | 10 février | Sénateurs d'Ottawa    | 4-1   | Blueshirts de Toronto | 4-0-0 |
| 5  | 14 février | Canadiens de Montréal | 1-4   | Sénateurs d'Ottawa    | 5-0-0 |
| 6  | 17 février | Sénateurs d'Ottawa    | 2-3   | Bulldogs de Québec    | 5-1-0 |
| 7  | 21 février | Sénateurs d'Ottawa    | 5-3   | Wanderers de Montréal | 6-1-0 |
| 8  | 24 février | Wanderers de Montréal | 6-11  | Sénateurs d'Ottawa    | 7-1-0 |
| 9  | 28 février | Sénateurs d'Ottawa    | 3-1   | Canadiens de Montréal | 8-1-0 |

### Mars
| No | Date   | Visiteur           | Score | Domicile           | Fiche |
| -- | ------ | ------------------ | ----- | ------------------ | ----- |
| 10 | 3 mars | Bulldogs de Québec | 1-16  | Sénateurs d'Ottawa | 9-1-0 |